# استفان گیسلاسون
استفان گیسلاسون (انگلیسی: Stefán Gíslason؛ زادهٔ ۱۵ مارس ۱۹۸۰) فوتبالیست اهل ایسلند است.
از باشگاه‌هایی که در آن بازی کرده‌است می‌توان به باشگاه فوتبال لیلستروم، باشگاه فوتبال لین، باشگاه فوتبال بروندبی، باشگاه فوتبال کفلاویک، باشگاه فوتبال وایکینگ، باشگاه فوتبال آرسنال، باشگاه بریدابلیک، و تیم ملی فوتبال ایسلند اشاره کرد.
وی همچنین در تیم‌های ملی فوتبال ایسلند و زیر ۱۷، ۱۹ و ۲۱ سال ایسلند بازی کرده‌است.